# Runaway: A Twist of Fate
Pour les articles homonymes, voir Runaway.
Runaway: A Twist of Fate (ou Runaway 3), est un jeu vidéo développé par le studio espagnol Pendulo Studios. Il s’agit d’un jeu d'aventure pour PC et Nintendo DS. Il est édité en France le 26 novembre 2009 par Focus Home Interactive.
Runaway 3 est le troisième et dernier épisode de la série Runaway débutée en 2003 avec Runaway: A Road Adventure. Ce dernier opus des aventures de Brian Basco a été présenté en 2008 lors du salon français de l'IDEF et en 2009 pour la première édition du salon allemand de la GamesCom.

## Trame
À la suite du séjour sur Mala Island dans le précédent opus de la série, Brian Basco est jugé et reconnu coupable du meurtre du colonel Kordsmeier. Devenu amnésique, Brian est interné dans l'unité psychiatrique de « Happy Dale » sous la responsabilité du docteur Bennett.
Chapitre 1 : Brian est mort : L'action du jeu débute par un appel de l'hôpital « Happy Dale » à Gina Timmins pour l'informer que Brian est décédé accidentellement. Gina assiste quelques jours plus tard à l'enterrement de son ancien compagnon mais simule sa tristesse : elle sait que Brian n'est pas véritablement mort. Peu après les obsèques, Brian appelle Gina pour l'informer qu'il se trouve dans le cercueil qui vient d'être enterré. Gina doit parvenir à le libérer sans déplacer la pierre tombale trop lourde pour elle. Gina y parvient en fracturant la paroi d'une crypte souterraine accolée à la tombe de Brian. Ce n'est toutefois pas Brian qui est à l'intérieur du cercueil mais Gabbo, un autre pensionnaire évadé de « Happy Dale ».
Chapitre 2 : De la fuite dans les idées : Le chapitre se déroule sous forme de flash-back alors que Brian était encore à « Happy Dale ». Brian entend une conversation dans laquelle le docteur Bennett affirme ne pas croire à sa folie, et pense l'envoyer en prison. Brian décide donc de s'échapper de l'établissement et met au point un plan d'évasion par le circuit d'aération de l'hôpital. Marcelo, son compagnon de chambre, l'aide à mettre son plan à exécution. Arrivé au bout du circuit d'aération, Brian trouve le corps décapité de Kurgan, un autre patient ayant voulu s'échapper de la même manière que lui quelques jours plus tôt, mais ayant été tué par les pales d'un ventilateur.
Chapitre 3 : Un suicide bien opportun : Dans la continuité du premier chapitre, Gabbo emmène Gina voir le docteur Bennett, qui n'avait pas l'intention d'envoyer Brian en prison : son accusation concernait Kurgan et non Brian contrairement à ce que ce dernier avait compris. Bennett emmène Gina et Gabbo dans la demeure du lieutenant Chapman, récemment retrouvé mort, et qui était auparavant aux ordres de Kordsmeier. Bennett pense que la mort de Chapman est un assassinat en lien avec la mort de Kordsmeier. En inspectant les lieux, Gina et Bennett découvrent que Chapman a été tué par une araignée venimeuse envoyée dans un paquet. Grâce à l'ordinateur portable de Chapman, Gina découvre que le paquet a probablement été envoyé par Tarentula (apparue dans le précédent opus de la série). Une fusillade éclate alors : Bennett est tué par de mystérieux hommes de main et Gina est sauvée par Gabbo qui s'enfuit avec elle.
Chapitre 4 : Un allié inattendu : De retour au flash-back du second chapitre, Brian décide de maquiller le corps de Kurgan pour faire croire à sa propre mort. Cette opération nécessite notamment d'épiler le cadavre et de lui ajouter un tatouage. Brian doit rendre crédible la disparition de la tête tranchée et échanger son dossier médical avec celui de Kurgan. Avec la complicité de Gabbo, Brian met en œuvre son plan et s'enfuit de l'hôpital en se laissant passer pour mort.
Chapitre 5 : Brian dans tous ses états : Le chapitre se déroule dans les souvenirs de Brian qui refont surface grâce aux séances d'hypnothérapie du docteur Bennett. Ces souvenirs correspondent à la transition narrative entre Runaway 2 et Runaway 3. Brian est venu en aide aux extra-terrestres « Trantoriens » arrivés sur Mala Island en leur rendant un fragment de « pierre énergétique » appelée « trantonite ». Pour le remercier, les Trantoriens lui ont offert une machine donnant le pouvoir de contrôler le corps d'autrui. Brian utilise cette machine pour contrôler le colonel Kordsmeier et provoquer l'aveux de ses crimes au lieutenant Chapman. Le plan est sur le point de marcher lorsque Tarentula, comprenant la situation, tue le colonel Kordsmeier et s'empare des commandes de la machine pour prendre le contrôle du corps de Brian de manière à le faire accuser du meurtre qu'elle a commis. Le choc mental subi par Brian au moment de la prise de contrôle de son corps par Tarentula engendre sa perte de mémoire.
Chapitre 6 : La fin est proche : Dans la continuité du troisième chapitre, Gina et Gabbo se rendent dans l'appartement du docteur Bennett où ils trouvent le compte-rendu des souvenirs de Brian tels qu'exposés au précédent chapitre. Tarentula arrive alors à l'appartement de Bennett et met Gina et Gabbo hors d'état de nuire. Gina est attachée à une chaise dans une pièce de l'appartement mais parvient à envoyer un SOS par la fenêtre. Parallèlement, Brian souhaite s'introduire dans l'appartement du docteur Bennett et y parvient de manière acrobatique, entrant par la fenêtre de la pièce où est retenue Gina. Brian secourt Gina puis s'échappe de la pièce par une trappe à linge sale commune à l'immeuble. Gina découvre que Tarentula souhaite vendre un fragment de « trantonite » à des criminels et réussit à en informer Brian. Ce dernier trouve dans la rue un homme qui accepte de jouer le rôle du criminel auprès de Tarentula. Brian lui trouve un déguisement adéquat et l'acteur monte à l'appartement de Bennett : la fausse valise de billets qu'il ouvre devant Tarentula contient un gaz asphyxiant qui met cette dernière hors d'état de nuire. La police est appelée : Tarentula est arrêtée et Brian va être disculpé des charges qui pèsent contre lui, pouvant ainsi reprendre sa vie avec Gina. Les véritables criminels arrivent peu après et remettent une valise de billets à Gina qui se fait passer pour Tarentula. Le jeu se clôt sur la fuite de Brian et Gina sautant par le balcon de l'immeuble avec la valise de billets.

## Système de jeu
Runaway 3, dans la lignée des deux premiers épisodes de la série, se joue uniquement à la souris selon les principes du point & click. Le jeu utilise une perspective à la 3e personne, aussi appelée vision objective, c'est-à-dire que le joueur dirige le personnage à l'écran sans « l'incarner ». Le jeu se rapproche ainsi d'autres jeux d'aventure comme Les Chevaliers de Baphomet ou Syberia.

## Bande son

### Musique
Les chansons de la bande originale sont chantées par Vera Dominguez.

### Doublage
Le manuel du jeu indique les voix françaises suivantes :
- Damien Boisseau : Brian Basco
- Barbara Tissier : Gina Timmins
- Bernard Lanneau : Docteur Ian Bennett
- Jean-Pierre Moulin : Colonel Kordsmeier
- Gilbert Lévy : Joshua, Barry (connaissance de Chapman travaillant dans une station service, au téléphone avec Gina)
- Thierry Mercier : Ernie Parsley, Sheriff (ami de Chapman), policier
- William Coryn : Gabriel Spiegelmann alias « Gabbo », Wasabi
- Serge Thiriet : Mickey McGinnis alias « Docteur Reboot », Chuck, Leslie, Jakob Kurgan
- Annie Balestra : Agatha, une voix de la télévision de Happy Dale
- Patrice Mélennec : Tom Finnegan, entomologiste, Président (au téléphone de Kordmeier)
- Michel Mella : Jonah, avocat, un garde de l'hôpital (découvrant le corps de Kurgan)
- Marie Zidi : Loretta Palmer, Tarentula, une voix de la télévision de Happy Dale, une voix du téléphone
- Véronique Augereau : Luanne, Winquiphone, la juge Whitley, une voix de la télévision de Happy Dale
- Michel Vigné : O'Connor, George, une voix de la télévision de Happy Dale, une voix du téléphone
- Jacques Chaussepied : Tom Quickle, Chapman, Furio, une voix de la télévision de Happy Dale
- Olivier Jankovic : Marcelo Montez, Randall, un garde de l'hôpital (découvrant le corps de Kurgan), une voix du téléphone

## Accueil

### Critiques
- Adventure Gamers : 4/5 (PC)[3]
- Jeuxvideo.com : 18/20 (PC)[4] - 16/20 (DS)[5]

### Récompenses
Le 27 novembre 2009, au lendemain de la sortie française de Runaway 3, le site Jeuxvideo.com lui a décerné le prix de « meilleur jeu d'aventure de l'année 2009 sur PC ».
Par la suite, le site allemand Adventure-Archiv a décerné au jeu le prix du « Meilleur jeu d'aventure 2009 » (Bestes Adventure 2009).

## Éditions
En France, le Runaway: A Twist of Fate a aussi connu une « Édition Collector », comprenant le jeu complet ainsi qu'un livret intitulé « Guide du jeu », présentant de manière détaillée une solution complète de l'aventure pour aider le joueur lorsque celui-ci en ressent le besoin.